# Donde el corazón te lleve (álbum)
Donde el corazón te lleve es el primer disco en solitario de José Andrëa, vocalista por entonces del grupo Folk Metal Mägo de Oz. El disco está compuesto por versiones en español de baladas clásicas de Heavy Metal y por una canción original, la que da título al álbum, publicado en 2004. 
Entre otras colaboraciones, cabe destacar las de Jorge Salán (guitarra),
Joaquín Arellano “El Niño” (batería), Sergio Cisneros “Kiskilla” (piano y teclados) y Sergio Martínez (bajo) por ser los que acompañan principalmente a José Andrëa. Otros colaboradores son Medina Azahara, Cuatro Gatos, Juanma (primer cantante de Mägo de Oz), Patricia Tapia y algunos miembros de Mägo de Oz.
El álbum lleva el mismo nombre que una novela de Susanna Tamaro.

## Temas
1. "Engañando al olvido" (Bryan Adams, "Heaven") - 4:13
2. "Lo que quiero eres tú" (Paul Rodgers, "All I want is you") - 4:10
3. "Tus lágrimas no besan" (Damn Yankees, "High enough") - 4:14
4. "El precio" (Twisted Sister, "The Price") - 4:43
5. "El peso del alma" (Hammerfall, "Glory to the brave") - 5:55
6. "Siempre estás allí" (Barón Rojo) - 7:10
7. "Aquí estoy" (Rainbow, "Stone cold") - 4:37
8. "El Dios de la Guerra" (McAuley Schenker Group, "When I'm gone") - 5:17
9. "En tu estrella" (Scorpions, "Always somewhere") - 5:20
10. "El mar de la tranquilidad" (Dokken, "Alone again") - 4:00
11. "En las olas de tu cintura" (Deep Purple, "Love conquers all") - 4:12
12. "La belleza está en tu interior" (Mr. Big, "To be with you") - 4:56
13. "Pregúntale a Dios" (Deep Purple, "Soldier of fortune") - 3:36
14. "Donde el corazón te lleve" - 5:41